# Regla de una gota
La regla de una gota (en inglés One-Drop Rule) fue una norma que estuvo vigente en los tribunales de los Estados del Sur de Estados Unidos desde la Proclamación de Emancipación de 1863, por la que los esclavos negros pasaron a ser hombres libres, hasta la década de 1870. Según el One-Drop Rule era considerada negra aquella persona que llevara una «sola gota» de «sangre negra», es decir, quien tuviera un solo antepasado africano en las últimas cinco generaciones. Como ha señalado Christian Geulen, «de esta forma se declaró no existente, al menos jurídicamente, cualquier forma de mezcla racial; sólo había genuinos blancos o negros. Naturalmente se descartó una aplicación inversa del One-Drop-Rule para saber quién debería ser considerado jurídicamente como blanco…».
La norma también fue aplicada a otras minorías. Así, los descendientes de un blanco y un nativo (piel roja) eran considerados nativos, sin importar el grado de color que este tuviera. Lo mismo ocurría para chinos (amarillos) y todo grupo étnico. En la actualidad, aunque en menor grado, sigue utilizándose con connotaciones identificativas.
El poeta Langston Hughes escribió en su libro de memorias de 1940 lo siguiente:
Usted ve, lamentablemente, no soy negro. Hay muchos tipos diferentes de sangre en nuestra familia. Pero aquí en los Estados Unidos, la palabra «negro» es usada para designar a cualquiera que tenga algún tipo de sangre negra en sus venas. En África, la palabra es más pura. Esto quiere decir que todos los de raza negra, son por lo tanto negros. Yo soy moreno.

## La legislación y la práctica en Estados Unidos
Tanto antes como después de la guerra de Secesión, muchas personas de ascendencia mixta que "lucían como blancos" y que eran en su mayoría de ascendencia blanca fueron absorbidos legalmente por la mayoría blanca. Las leyes estatales establecieron normas diferentes. Por ejemplo, en 1822 la ley del estado de Virginia declaraba que se definía como "mulato" (es decir, de raza mixta), a una persona que debía tener ascendencia africana de por lo menos una cuarta parte (lo equivalente a un abuelo). Esta fue una definición más flexible que la del estado en el siglo XX con la "regla de una gota" bajo la Ley de Integridad Racial. Esto definía a una persona legalmente como "de color" (negro) para su clasificación y los efectos legales, si el individuo tenía alguna ascendencia africana.
Ejemplos destacados de personas con ascendencia en su mayoría blanca, que fueron aceptadas por la comunidad blanca en el siglo XIX fueron la mayor parte de los supuestos descendientes de raza mixta o familiares de Thomas Jefferson. Tres de los cuatro hijos sobrevivientes de Sally Hemings, creían que eran hijos de un miembro de la familia de Jefferson y por lo tanto al tener hasta siete octavos de ascendencia blanca, se trasladaron a la comunidad blanca. En términos de un grupo más grande, los Melungeons son un grupo de familias de ascendencia europea y africana en su mayoría. Sus descendientes son pruebas documentadas de que han tendido a casarse con personas clasificadas como "blancos". Ellos comenzaron a ser aceptados por la mayoría de las personas en el siglo XIX y XX.
La regla de una gota se transformó en ley, principalmente en el sur de los EE. UU. también en otros estados, en el siglo XX - décadas después de la Guerra Civil, la emancipación y la Reconstrucción. Desde finales de 1870 en adelante, los demócratas blancos recuperaron el poder político en los antiguos estados confederados y aprobaron las leyes de segregación racial, tomando el control de las instalaciones públicas, las leyes y constituciones para lograr privar de derechos a la mayoría de los negros en los años 1890-1910. Muchos blancos pobres también fueron privados de derechos en estos años, debido a los cambios en las normas de registro de votantes que trabajó en contra de ellos, con exámenes de alfabetismo, largos requisitos de residencia e impuestos electorales.
Los primeros desafíos a las leyes estatales, fueron anulados por decisiones de la Corte Suprema de los Estados Unidos que confirmó que las constituciones estatales habían marginado efectivamente a muchos, como el caso Plessy contra Ferguson, que permitió la segregación racial de las instalaciones públicas. Las Legislaturas dominadas por Demócratas blancos procedió a aprobar las leyes de Jim Crow que instituyó la segregación racial en lugares públicos y en las residecias, y aprobó una legislación más restrictiva de votación.
Las leyes Jim Crow alcanzaron su mayor influencia durante las décadas de 1910-1930. Entre ellas se encontraban las leyes hipofiliación, que definían como negro a cualquier persona con algún ancestro negro, o con una porción muy pequeña de origen negro. El estado de Tennessee adoptó "una gota" al estatuto en 1910, y Luisiana le siguió pronto. A continuación, Texas y Arkansas en 1911, Misisipi en 1917, Carolina del Norte en 1923, Virginia en 1924, Alabama y Georgia en 1927, y Oklahoma en 1931. Durante este mismo período, Florida, Indiana, Kentucky, Maryland, Misuri, Nebraska, Dakota del Norte y Utah conservaron su vieja "fracción de sangre" en sus estatutos de iure, pero modificando estas fracciones (a un dieciseisavo y un trigésimo segundo) como equivalente a una gota de facto''.
Antes de 1930, las personas con una visible ascendencia mixta de europeos y africanos fueron clasificados generalmente como mulatos, o a veces como negros o blancos, dependiendo de la apariencia. Anteriormente, la mayoría de los estados se habían limitado a tratar de definir la ascendencia antes "del cuarto grado" (Bisabuelos).
En el caso de los mestizos descendientes de nativos americanos y europeos, la regla de una gota definida en Virginia fue ampliada sólo a aquellos con más de un dieciseisavo de sangre india. Esto se debió a lo que se conoce como la "excepción de Pocahontas". Dado que muchos influyentes de las Primeras Familias de Virginia (FFV) decían descender de Pocahontas una india de la época colonial, la Asamblea General de Virginia declaró que un individuo puede ser considerado blanco si no tiene más de un dieciseisavo de "sangre" india (el equivalente a un tatarabuelo).
El eugenista Madison Grant de Nueva York, escribió en su libro, El Paso de la Gran Raza lo siguiente: "El cruce entre un hombre blanco y un indio es un indio, el cruce entre un hombre blanco y un negro es un negro, el cruce entre un hombre blanco y un hindú es un hindú; y el cruce entre cualquiera de las tres razas europeas y un judío es un judío".
A través de la década de 1940, Walter Plecker de Virginia y Naomi Drake de Luisiana influenciaron enormemente. Como Secretario de Estadística, Plecker insistió en atribuir la categoría de negros a las familias de raza mixta con ascendencia europea-africana. En 1924, Plecker escribió: "Dos razas que son materialmente diferentes como la blanca y negra, en la moral, en las facultades mentales, y en la aptitud cultural, no pueden vivir en estrecho contacto, sin herir a la superior." El subtexto es el supuesto de que los negros eran de alguna manera "mejores" a través de mezcla blanca. En la década de 1930 y 1940, Plecker dirigió las oficinas para cambiar los registros vitales y reclasificar a ciertas familias como de color (sin notificarles a ellos) después el estado de Virginia estableció un sistema binario en virtud de su Ley de Integridad Racial de 1924. Que también clasificaba como negros a las personas que antes se autoidentificaban como indígenas. Cuando la Corte Suprema de los Estados Unidos revocó la prohibición del matrimonio interracial en Virginia en el caso Loving contra Virginia (1967), también declaró la Ley de Integridad Racial de Plecker y la regla de una gota inconstitucional.
Muchas personas en los EE. UU., entre los diversos grupos étnicos, siguen teniendo sus propios conceptos relacionados con las ideas de la regla de una gota. Todavía pueden considerar a personas de raza mixta con cualquier ascendencia africana como negros, o al menos no como blancos (si la persona tiene ascendencia de otras minorías), a menos que la persona se identifique explícitamente como blanco. Las ideas de hoy también han sido influenciadas por el Movimiento Black Power y los líderes de la comunidad negra, que han declarado como negros a las personas con alguna ascendencia africana, independientemente de cómo se autoidentificaron. A finales del siglo XX y comienzos del XXI, algunos autores consideran esta clasificación como otro tipo de regla de una gota.

## Otros países de América
La regla de una gota es casi exclusiva de los Estados Unidos y se refiere tanto a la cultura de los esclavos del Sur y la discriminación racial después de la emancipación, así como el Movimiento Black Power del siglo XX. La gente en la mayoría de otros países tienden a tratar a la raza con una menor rigidez, tanto en su autoidentificación como en la forma que se refieren a otros. Así como una persona con ascendencia físicamente reconocible subsahariana puede presumir de ser negro en los Estados Unidos, una persona con ascendencia caucasoide reconocible puede considerarse blanco en Brasil, aunque sea de raza mixta.
En el sistema de castas colonial de Hispanoamérica, había una jerarquía racial y de clase desarrollada en la sociedad. Muchos soldados y exploradores tomaron las mujeres indígenas como esposas, pero con el tiempo, los hombres de clase alta fueron capaces de llevar a las mujeres españolas a las colonias. Al combinarse con los estatutos de limpieza de sangre, la jerarquía dejaba en la parte superior los clasificados como ricos y sangre pura española. Para el resto, el estatus de una persona de raza mixta estaría determinado por la proporción de "sangre blanca", en la que un elaborado sistema clasificaba las combinaciones de negro, indígena y blanco con diferentes nombres. Una proporción de antepasados españoles (blancos) era suficiente para colocar a una persona por encima (o más tarde, Africano). La casta racial no sólo depende del color o la ascendencia de la piel, pero también puede subir o bajar por la fortuna económica de la persona. Después de la abolición de la esclavitud y la independencia de América Latina, las divisiones de castas fueron confusas en grupos más amplios.

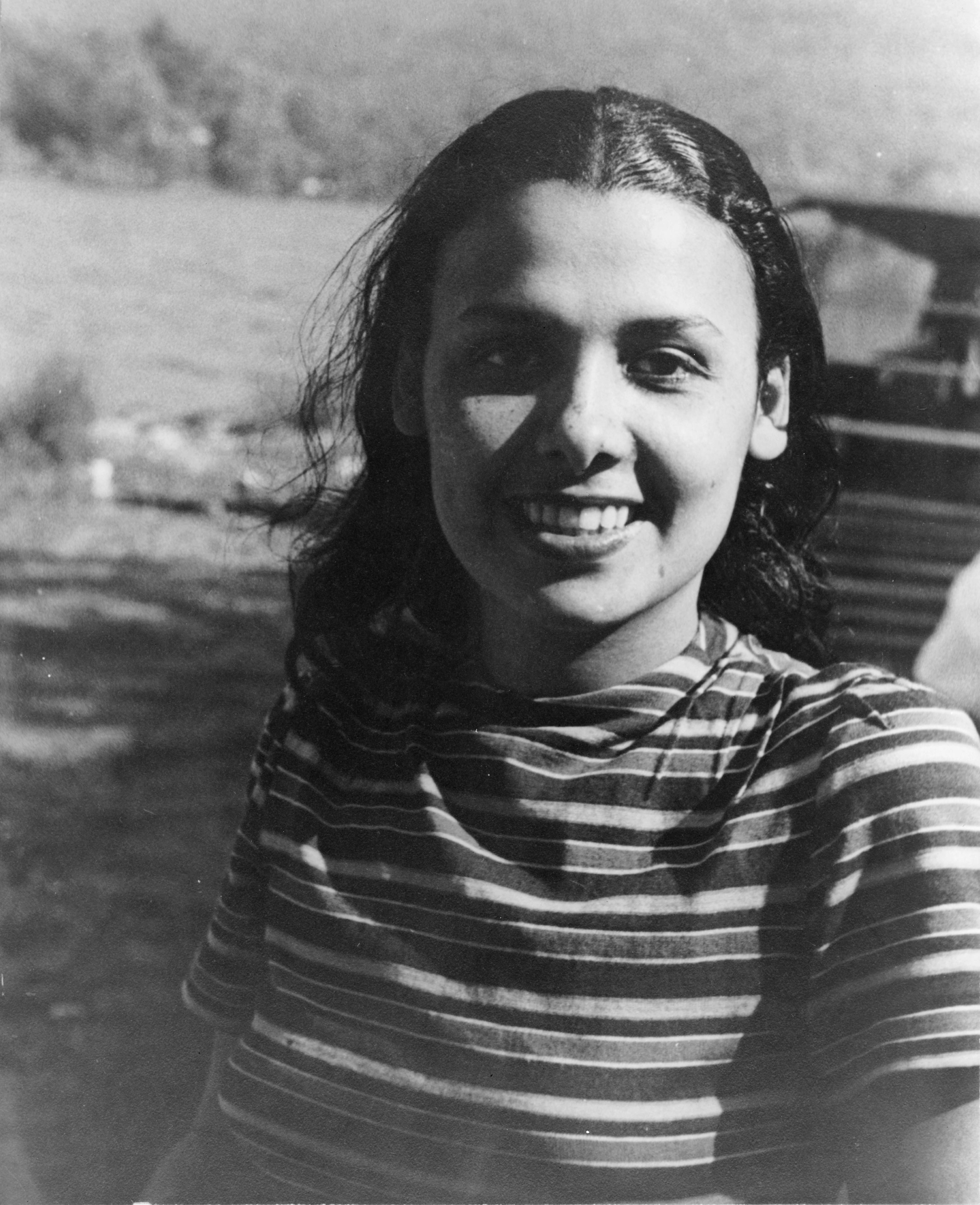
Lena Horne cantante afroamericana de jazz y música popular.

En diciembre de 2002, el diario Washington Post publicó un artículo sobre la teoría de una gota. En opinión del periodista: "Alguien como Sidney Poitier de tez chocolate oscuro sería considerado blanco si su cabello fuera lacio y se ganara la vida en una profesión. Eso podría no parecer tan extraño, los brasileños dicen que si tenemos en cuenta que las actrices de tez clara Rashida Jones ("Boston Public"y "The Office") y Lena Horne son identificadas como negras en los Estados Unidos".
De acuerdo con José Neinstein, un nativo blanco de Brasil y director ejecutivo del Instituto Cultural Brasileño Norte Americano de Washington, en los Estados Unidos, "Si no es muy blanco, entonces usted es negro." Sin embargo, en Brasil, "Si usted no es muy negro, serás de color blanco." Neinstein recuerda que habló con un hombre de tez similar a la de Poitier en Brasil: "Estábamos hablando sobre la etnia, y le pregunté: '¿Qué piensa usted acerca de esto desde su perspectiva como un hombre negro?' Volvió la cabeza hacia mí y dijo: 'Yo no soy negro,'... Simplemente me paralizó. No pude hacerle otra pregunta."
La historia del Washington Post también describe a una mujer de origen brasileño, que durante 30 años antes de emigrar a los Estados Unidos se consideraba una morena. Su piel tenía un color caramelo que es más o menos sinónimo de blancura en Brasil y en algunos otros países de América Latina. "No me di cuenta de que era negra hasta que llegué aquí", explicó. "'¿De dónde eres?' me preguntaron. yo dije que era de Brasil. Ellos dijeron: 'No, tu eres de África. "Me hicieron sentir como si estuviera negando lo que soy."
El mismo choque cultural racial ha llegado a cientos de miles de inmigrantes de piel oscura que han llegado a los Estados Unidos desde Brasil, Colombia, Panamá y otros países de América Latina. Aunque muchos no se consideran negros en sus países de origen, a menudo han sido considerados negros en la sociedad estadounidense. Según el Washington Post, su negativa a aceptar la definición de negro de los Estados Unidos ha dejado a muchos sintiéndose atacados desde todas las direcciones. A veces, los blancos podrían discriminarlos por su piel negra, los afro-norteamericanos pueden creer que los inmigrantes afro-latinoamericanos están negando su negrura, y piensan que los latinoamericanos de piel más clara dominan la televisión en español y los medios de comunicación. La mayoría de los latinoamericanos poseen cierta ascendencia afroamericana o nativa. Muchos de estos inmigrantes sienten que es bastante difícil aceptar un nuevo idioma y una nueva cultura sin la carga adicional de tener que transformase desde blancos a negros. Yvette Modestin, un nativo de piel oscura de Panamá que trabajó en Boston, dijo que la situación era abrumadora: "No hay un día que yo no tenga que explicarme."

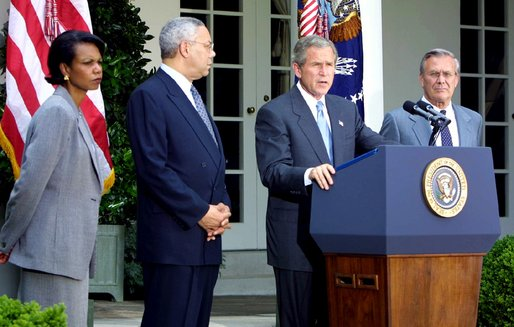
Rice y Powell (en la izquierda) son considerados negros en los Estados Unidos, Bush y Rumsfeld (en la derecha) son considerados blancos.

El profesor J.B. Bird ha dicho que América Latina no es el único en rechazar la noción de los Estados Unidos de que alguna de ascendencia africana visible sea suficiente para ser negro: "En la mayoría de los países del Caribe, Colin Powell, es descrito como un criollo, lo que refleja su herencia mestiza. En Belice, podría ser descrito como un 'alto criollo', debido a su complexión extremadamente ligera." Esto muestra que la percepción de la raza, especialmente en relación con las personas de origen negro, es relativa para cada persona individual o pueblo.

## Mezclas raciales de los negros y los blancos en los Estados Unidos moderno
Debido al intenso interés por las etnias, los genealogistas genéticos y otros científicos han estudiado la composición de las poblaciones. Henry Louis Gates, Jr. dio a conocer estos estudios genéticos en sus dos series sobre la vida de los norteamericanos negros, que se muestran en PBS. Las cifras de población en las que los especialistas del programa se basaron figuran de esta manera:
- 58 por ciento de los norteamericanos negros tienen ascendencia al menos el 12,5 por ciento Europea (equivalente a un bisabuelo);
- 19,6 por ciento de los norteamericanos negros tienen ascendencia de al menos el 25 por ciento de europeos (el equivalente de un abuelo);
- 1 por ciento de los norteamericanos negros tienen ascendencia de al menos el 50 por ciento de europeos (el equivalente de uno de los padres) (Gates es uno de ellos, descubrió), y
- 5 por ciento de los norteamericanos negros tienen al menos el 12,5 por ciento de ascendencia indígena americana (equivalente a un bisabuelo).

Mark D. Shriver, un antropólogo molecular de la Universidad Estatal de Pensilvania, ha estudiado la población con un equipo de investigadores. En 2002 se publicaron los resultados de un estudio relativo a la mezcla racial de los estadounidenses que se identificaron como blancos o negros. Grabaron las muestras de individuos autoidentificados y analizaron la composición genética de sus cromosomas. Sus resultados son estimaciones y podrían no ser completamente exactos. Otros investigadores también han hecho estudios de población.
Shriver investigó muestras de 3.000 personas de 25 localidades en los Estados Unidos y estudió sujetos para la composición genética. Entre los que se autoidentificaron como blancos, la mezcla racial negra era de alrededor del 0,7%, que es el equivalente a tener 1 antepasado negro y 127 blancos o sea 1 de los 128 5x bisabuelos. A nivel nacional, Shriver estima que el 70% de los estadounidenses blancos no tienen ancestros africanos (en parte debido a la gran inmigración de Europa a finales del siglo XIX y XX). Entre el 30% que tienen ascendencia africana, Shriver estima que su mezcla racial negra es del 2,3%, el equivalente de haber tenido 3 antepasados negros entre sus 128 5x bisabuelos.
Los negros son más mestizos que los blancos, lo que refleja la experiencia histórica en los Estados Unidos, tanto la convivencia cercana como las condiciones de trabajo entre los colonos contratados como sirvientes y esclavos, hicieron que muchos se casaran o formaran una unión. La mayoría de las familias libres de afroamericanos de Virginia en los años coloniales eran descendientes de mujeres blancas y hombres negros. Después de la guerra de Independencia de los Estados Unidos, sus descendientes emigraron a estados vecinos, junto con otros pioneros de Virginia. La mezcla también refleja las condiciones bajo la esclavitud, cuando las mujeres afroamericanas a menudo eran aprovechadas por los plantadores blancos, sus hijos, o los supervisores. Sus antepasados también reflejan las relaciones de libre elección entre las personas de razas diferentes o mixta.
El estudio de Shriver no está completo. En su estudio, de las personas que se identificaron como negros, revela que su ascendencia blanca total es de 18%, el equivalente a tener 22 antepasados blancos entre los 128 5x bisabuelos. Alrededor del 10% de los negros tienen más del 50% de antepasados blancos. Estudios realizados por otros investigadores además de Shriver han encontrado que, en general, los negros tienen una media de ascendencia blanca del 25 al 30%.
Shriver señala que su estudio encontró diferentes tasas de mezclas por regiones, que también reflejan los patrones históricos de asentamiento y el cambio, tanto en términos de las poblaciones que migraron y el matrimonio de sus descendientes. Por ejemplo, las poblaciones negras con el más alto promedio de ascendencia blanca vivía en California y Seattle. Los negros muestreados en estos dos lugares tenían un promedio más de 25% de ascendencia de europeos blancos.

## Alusiones
La regla de una gota y sus consecuencias han sido objeto de varias obras de la cultura popular. En el musical Show Boat, Steve, un hombre blanco que está casado con una mujer negra, es perseguido por el alguacil, que va a detenerlo y acusarlo de mestizaje. Enseguida Steve le da unos pinchazos en los dedos a su esposa y se traga parte de su sangre. Cuando llega el alguacil, Steve le pregunta si consideraría a un hombre que tiene "sangre negra" en su interior, como blanco. El comisario responde que "una gota de sangre negra es lo que te hace ser negro en estas partes". Steve le dice al alguacil que él tiene más que una gota de sangre negra en su interior. Después de ser asegurado por otros de que Steve está diciendo la verdad, el alguacil lo deja sin arrestarlo.

## Alternativas

### Preponderancia de la ascendencia
Cada vez más, la regla de una gota está siendo reemplazada por otra metodología de decidir quién es blanco o negro. En esta definición, la raza de una persona se determina a través del origen de la mayoría de sus antepasados.
Después de la finalización del Proyecto Genoma Humano se hizo evidente que el concepto de "raza" no se refleja en la composición genética humana. A pesar de que la variación genética refleja la ascendencia genética y los patrones de migración humana, la raza de un individuo no puede ser determinada mediante el análisis de su ADN. Por lo tanto, si bien el concepto de raza aún existe a nivel social, a nivel genético la "raza" no existe:

Los estudios de ADN no indican que existan distintas subespecies clasificables (razas) dentro de los seres humanos modernos. Aunque los diferentes genes de rasgos físicos, como el color de la piel y el cabello pueden identificarse entre las personas, no existen patrones consistentes de genes en el genoma humano para distinguir una raza de otra. También no existe ninguna base genética para las divisiones de la etnia humana. Las personas que han vivido en la misma región geográfica por muchas generaciones pueden tener algunos alelos en común, pero ningún alelo se encuentra en todos los miembros de una misma población y en ninguno de los miembros de cualquier otra. De hecho, se ha comprobado que hay más variación genética dentro de las propias razas.

Según J. Philippe Rushton, un autor moderno del racismo científico que promueve la idea de que las diferencias en las puntuaciones de cociente intelectual entre las razas es lo que representa las diferencias genéticas entre ellas:

Sí, hasta cierto punto, todas las razas se mezclan unas con otras. Eso es cierto en cualquier sistema de clasificación biológica. Sin embargo, la mayoría de las personas pueden ser claramente identificados con una u otra raza. Pero tanto en la biología evolutiva y la vida cotidiana, un "negro" es cualquier persona donde la mayor parte de cuyos antepasados nacieron en África subsahariana. Un "blanco" es cualquier persona donde la mayor parte de cuyos antepasados nacieron en Europa. Y un "oriental" es cualquier persona donde la mayor parte de cuyos antepasados nacieron en el Este de Asia. Estudios modernos del ADN dan lugar a los mismos resultados.

De acuerdo con Michael Levin:

Las poblaciones híbridas con varias líneas de descendencia son caracterizadas sólo en los términos: como de ascendencia múltiple. Por lo tanto, los negroides estadounidenses son la mayoría de las personas cuyos antepasados de 15 a 5000 generaciones atrás eran de África subsahariana. Especificar "más" precisamente de la manera que captura el uso ordianrio es imposible. "> 50%" parece un umbral demasiado bajo, mi sensación es que las atribuciones ordinarias de la raza comienza a estabilizarse en un 75%.

Mientras tanto, la empresa DNAPrint Genomics análiza el ADN para estimar el porcentaje de indoeuropeos, subsaharianos, Asiáticos orientales, y alguien con herencia amerindia para asignar a la persona a las categorías de blanco, negro, asiático, indígena, o mestizo en consecuencia. De acuerdo con sociólogo estadounidense Troy Duster y la especialista en ética Pilar Ossorio:

Un porcentaje de personas que se ven como blancos poseen marcadores genéticos que indican que una mayoría significativa de que sus antepasados recientes son africanos. Algunos porcentaje de personas que lucen como negros poseerá marcadores genéticos que indican que la mayoría de sus antepasados recientes eran europeos.

### Prueba del lápiz
En el sistema del apartheid en Sudáfrica, una gota de sangre Subsahariana no era suficiente para ser considerado negro. La legislación sudafricana mantuvo una distinción importante entre los que eran negros y los que eran de mestizos (véase mestizos del Cabo).
Cuando no estaba claro en la apariencia física de la persona a qué clasificación racial pertenecía, se utilizaba la prueba del lápiz. Se trataba de introducir un lápiz en el pelo de una persona para determinar si el pelo era lo suficientemente duro como para que el lápiz se atascara. Si se caía a través del pelo se lo clasificaba como "blanco" (o "de color", en función de otras consideraciones de clasificación subjetiva), si el lápiz no se caía y se atascaba, se clasificaban de manera diferente ("mestizos" o "Negro", también dependiendo de otras consideraciones subjetivas de clasificación).
Las autoridades utilizaron este tipo de pruebas durante la época del apartheid en Sudáfrica para "comprobar" la raza de las personas.
En ausencia de cualquier método centralizado, esta y otras pruebas subjetivas se utilizaron en varios lugares del sur de África en el marco de la Ley de Registro de Población de 1950.
Los miembros de la misma familia que tenían diferentes texturas de pelo se clasificaban en grupos raciales diferentes como resultado de esta prueba. Esto presentó graves consecuencias para muchas familias como el acta de Registro de la Población, Ley de pases, Acta de Áreas de Grupo.